# Alessandro e Timoteo
Alessandro e Timoteo è un'opera in un atto di Giuseppe Sarti su libretto di Carlo Castone Della Torre di Rezzonico, eseguita al Teatro Ducale di Parma con Giacomo David per la venuta in Italia del delfino di Russia Paolo Petrovič Romanov e della consorte Sofia Dorotea di Württemberg, nell'aprile 1782. Secondo quanto riportato dallo stesso Rezzonico in una lettera, l'opera ebbe un buon riscontro presso gli illustri ospiti.
La vicenda ricalca l'ode Alexander's Feast del poeta inglese John Dryden, già musicata da Georg Friedrich Händel; tiene conto anche della cantata di Benedetto Marcello Il Timoteo, o sia Gli effetti della musica, su testo dell'abate padovano Antonio Conti.